# Piazzale Loreto
Le Piazzale Loreto est une place-carrefour de Milan, situé à l'extrémité du corso Buenos Aires (it), dans la zone 2, aux limites de la zone 3) et à l'origine de viale Monza (it) et de via Padova (it). Il s'agit d'un important carrefour situé sur un des raccords annulaires de la ville (la circonvallazione esterna) et à proximité du périphérique de Milan.

## Histoire
Dans les environs de la place actuelle, au temps des Borromée s'élevait une église dédiée à Notre-Dame de Lorette et très fréquentée par les habitants du quartier Greco. Après la démolition de l'église, le toponyme persista, tout d'abord sous la forme rondò di Loreto associée à la place ronde placée sur le tracé historique de viale Monza et reliant Milan à la Villa royale de Monza. L'endroit finit par être identifié comme « piazzale Loreto ».
Dans l'immédiat après-guerre, après la libération de Milan, la place est, pendant une courte période, renommée piazza dei Quindici martiri (place des Quinze Martyrs) en hommage aux partisans qui y ont été fusillés. Elle reprend par la suite son nom antérieur. En mai 2005, l'adjoint à la Culture de la Mairie de Milan, Stefano Zecchi, propose de la rebaptiser piazza della Concordia (place de la Concorde).
Le Piazzale Loreto est surtout connue pour avoir été le théâtre de deux épisodes marquants de la Seconde Guerre mondiale, qui ont laissé une empreinte indélébile dans la mémoire des Italiens : l'exécution de quinze partisans antifascistes (massacre du Piazzale Loreto), et l'exposition des corps suppliciés de Mussolini, de Clara Petacci et d'autres hiérarques de la république de Salò.

### Le massacre du piazzale Loreto
Le 10 août 1944, en représailles après un attentat, les soldats de la Legione Autonoma Mobile Ettore Muti exécutent quinze résistants antifascistes sur le trottoir, entre viale Andrea Doria et corso Buenos Aires (la stèle qui rappelle l'événement a été légèrement déplacée au centre de viale Andrea Doria). Leurs corps restent exposés au public, à l'endroit où ils sont tombés, à titre d'avertissement.

### Exposition des corps de Mussolini et de Clara Petacci
Le 28 avril 1945, Mussolini, arrêté par des partisans sur les rives du lac de Côme, est exécuté à Giulino, avec sa maîtresse Clara Petacci et seize autres membres de son entourage, dont Nicola Bombacci et Alessandro Pavolini, dignitaires de la république de Salò. Ramenés à Milan dans la journée, leurs corps sont exposés, vers trois heures du matin, sur le trottoir du piazzale Loretto, à l'emplacement même de l'exécution d'août 1944. Des hommes de la 110e brigade Garibaldi (une Squadra di Azione Patriottica ou SAP) montent la garde autour des corps jusque vers sept heures du matin. Dans la matinée, une foule imposante se rassemble pour contempler les corps, auxquels a entre-temps été ajouté celui d'Achille Starace, un proche de Mussolini tombé en disgrâce. Arrêté le jour même alors qu'il quitte son domicile milanais, il est fusillé dans le dos, après un procès sommaire, à proximité de la station-service où gisent les corps de ses anciens camarades. Pour éviter les mouvements de la foule qui se presse de plus en plus nombreuse et commence à outrager les cadavres, les quelques partisans restés sur place décident, avec des pompiers venus en renfort, de suspendre les corps des individus les plus connus, par les pieds, à la devanture de la station-service faisant l'angle avec corso Buenos Aires. Ils restent ainsi attachés plusieurs heures, jusqu'à ce que, à la demande insistante des autorités alliées, ils soient décrochés pour être transportés à la morgue.

Piazzale Loreto, théâtre de deux événements marquants.
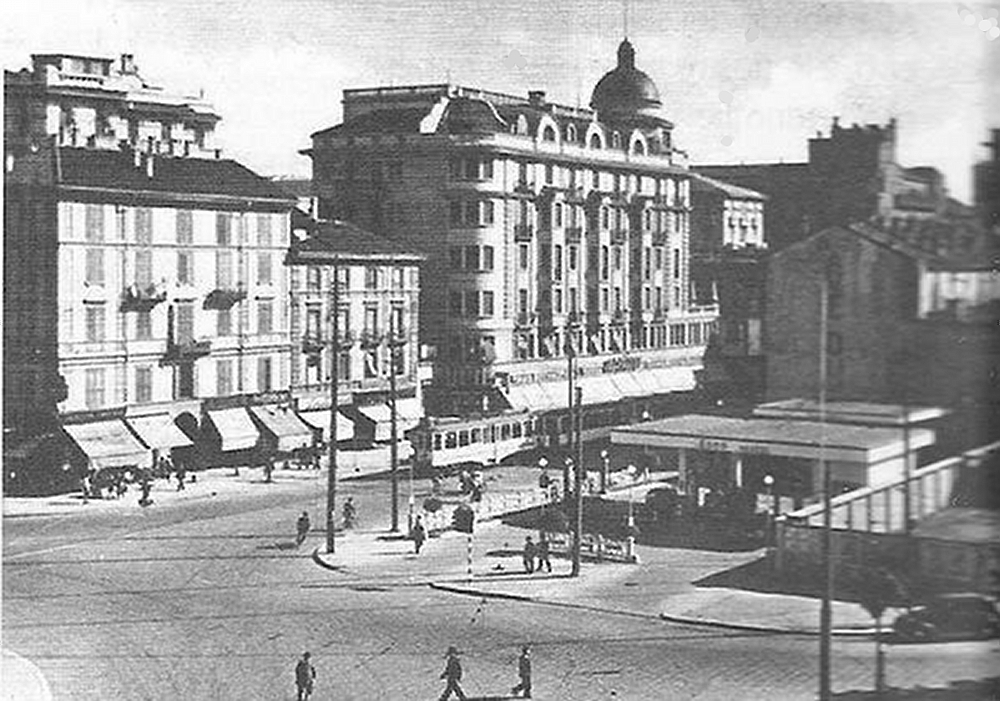
Piazzale Loreto dans les années 1940. Photographie montrant l'angle avec corso Buenos Aires (où passe le tramway), avec la station-service.
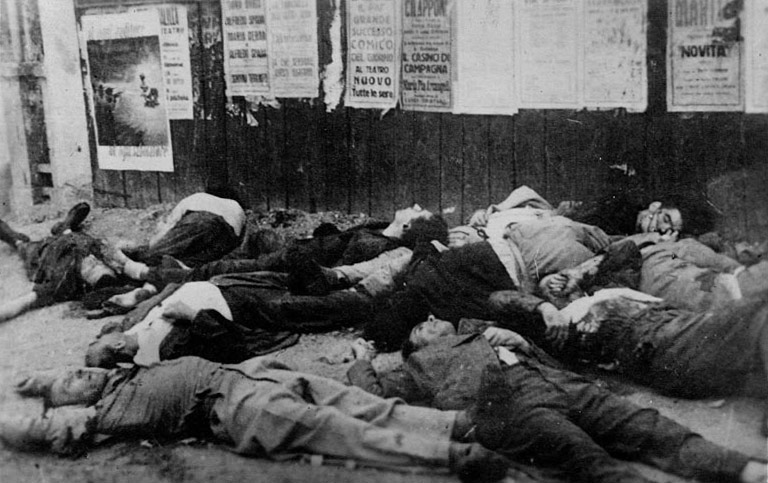
Massacre de piazzale Loreto. Les corps des quinze partisans exécutés le 10 août 1944.
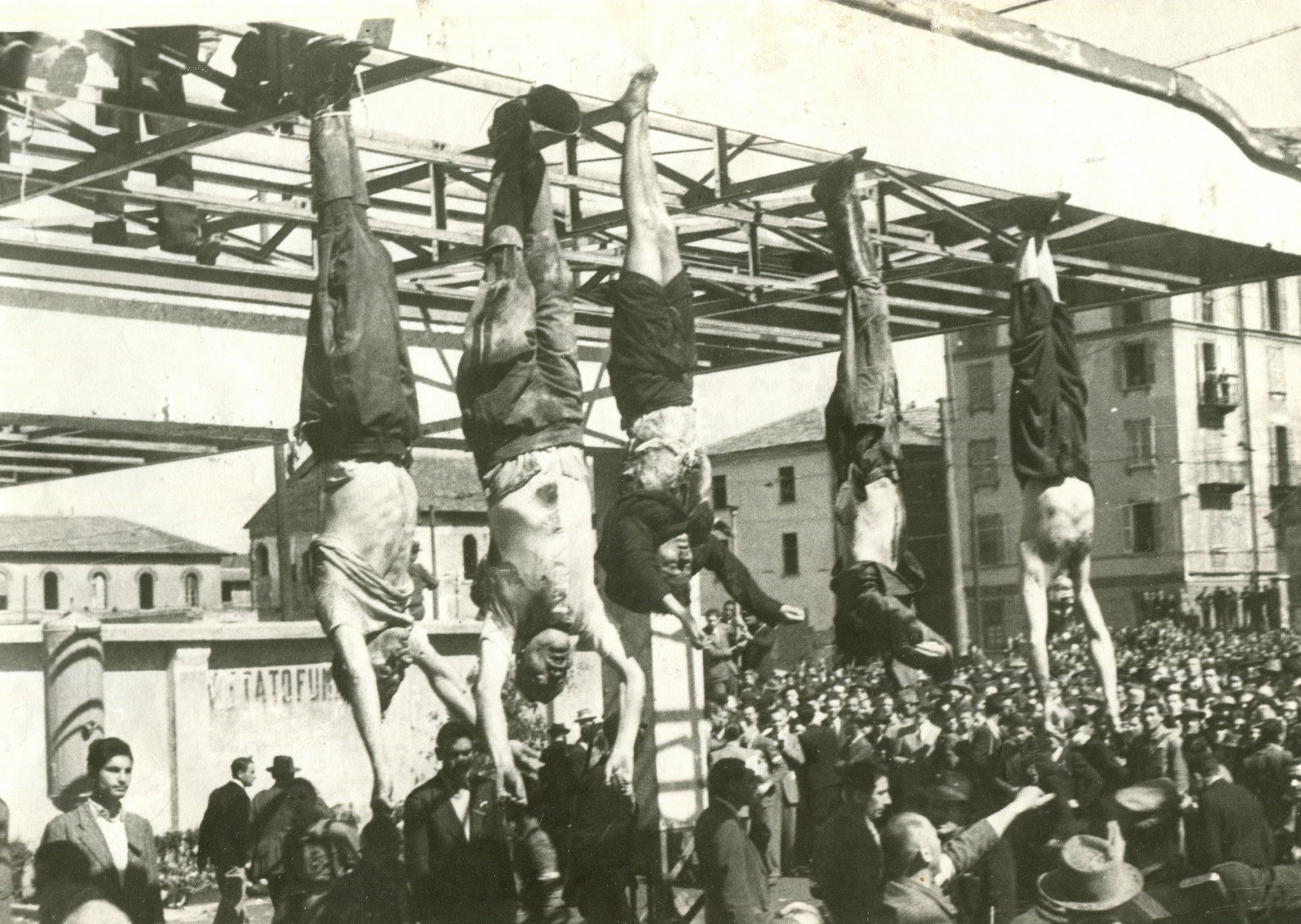
De g. à d., les cadavres de Paolo Zerbino, Benito Mussolini, Clara Petacci, Alessandro Pavolini et Achille Starace, exposés sur piazzale Loreto le 29 avril 1945.

## Bâtiments remarquables
- À l'angle avec viale Monza, le Palazzo di Fuoco, construit entre 1959 et 1962 sur un projet de Giulio Minoletti et de Giuseppe Chiodi[5].

## Transports
Sur la Piazzale Loretto débouchent les différentes sorties de la station de métro homonyme, une des plus grandes et des plus fréquentées du réseau milanais, où se croisent la ligne rouge et la ligne verte. La Piazzale Loreto est également le terminus des lignes de bus 55, 56, 39. Elle se trouve également sur le parcours du trolleybus 90/91 qui traverse la piazza Argentina adjacente.

### Source
- (it) Cet article est partiellement ou en totalité issu de l’article de Wikipédia en italien intitulé « Piazzale Loretto » (voir la liste des auteurs).